# Kristjan Fajt
Kristjan Fajt (Koper, 7 mei 1982) is een Sloveens wielrenner die anno 2016 rijdt voor Adria Mobil. Op 10 maart 2016 testte hij positief op het gebruik van epo.

## Overwinningen
2003
2e etappe Giro delle Regioni
Eindklassement Giro delle Regioni
2006
 Sloveens kampioen tijdrijden, Elite
2007
Grote Prijs Kooperativa
2008
3e etappe The Paths of King Nikola
3e etappe Ronde van het Qinghaimeer
2009
1e etappe Istrian Spring Trophy
2011
Ljubljana-Zagreb
2012
Ronde van Vojvodina I

## Resultaten in voornaamste wedstrijden
| Jaar | Ronde van Lombardije | GP Lugano |  | WK op de weg |
| ---- | -------------------- | --------- |  | ------------ |
| 2004 |                      |           |  | opgave       |
| 2005 | opgave               |           |  |              |
| 2006 |                      |           |  |              |
| 2007 |                      |           |  | 59e          |
| 2008 |                      |           |  | 16e          |
| 2009 |                      |           |  | 54e          |
| 2010 |                      | 8e        |  |              |
| 2011 |                      |           |  |              |
| 2012 |                      | 48e       |  |              |
| 2013 |                      |           |  |              |
| 2014 |                      | opgave    |  | 72e          |

## Ploegen
- 2004 –  Tenax
- 2005 –  Tenax-Nobili Rubinetterie
- 2006 –  Radenska Powerbar
- 2007 –  Radenska Powerbar
- 2008 –  Perutnina Ptuj
- 2009 –  Adria Mobil
- 2010 –  Adria Mobil
- 2011 –  Adria Mobil
- 2012 –  Adria Mobil
- 2013 –  Adria Mobil
- 2014 –  Adria Mobil
- 2015 –  Adria Mobil
- 2016 –  Adria Mobil